# Abu Osama al-Tunisi
Abu Osama al-Tunisi (ur. ?, zm. 25 września 2007) – tunezyjski terrorysta, dowódca grup powiązanej z Al-Kaidą, odpowiedzialnej za przerzut terrorystów z innych krajów do Iraku, oraz uprowadzenie żołnierzy amerykańskich w czerwcu 2006 r. Zginął w czasie nalotu lotnictwa amerykańskiego w Iraku. O śmierci al-Tunisiego poinformował gen. Joseph Anderson, podczas specjalnej wideokonferencji.  